# Nesticus bishopi
Espèce
Nesticus bishopi est une espèce d'araignées aranéomorphes de la famille des Nesticidae.

## Distribution
Cette espèce est endémique des États-Unis. Elle se rencontre en Caroline du Nord dans les comtés de Macon et de Jackson et en Géorgie dans le comté de Rabun,.

## Description
La femelle holotype mesure 2,75 mm.
Le mâle décrit par Hedin et Milne en 2023 mesure 3,05 mm.

## Systématique et taxinomie
Cette espèce a été décrite par Gertsch en 1984.

## Étymologie
Cette espèce est nommée en l'honneur de Sherman Chauncey Bishop.

## Publication originale
- Gertsch, 1984 : « The spider family Nesticidae (Araneae) in North America, Central America, and the West Indies. » Bulletin of the Texas Memorial Museum, vol. 31, p. 1-91 (texte intégral).